# ナツァル・ホンツァーリ
ナザル・ホンツァーリ（Nazar Honczar、1964年4月20日 - 2009年5月21日）は、ウクライナのリヴィウ出身の詩人、俳優、パフォーマー。
ポーランドとの国境付近のリヴィウで生まれ、生活してきたことから、付近のウクライナだけでなくポーランド国内でも知られており、特にPort Literacki Wrocławなどの文芸フェスティバルへの出席や、ポーランド語訳された彼の作品などで知られている。
2009年5月21日、溺死。
| スタブアイコン | サブスタブ | この項目は、まだ閲覧者の調べものの参照としては役立たない、俳優（男優・女優）に関連した書きかけの項目です。この項目を加筆・訂正などしてくださる協力者を求めています（P:映画/PJ芸能人）。 |